# Forcipomyia crinume
Forcipomyia crinume är en tvåvingeart som först beskrevs av Tokunaga 1932.  Forcipomyia crinume ingår i släktet Forcipomyia och familjen svidknott. Inga underarter finns listade i Catalogue of Life.